# The Game (pel·lícula)
The Game és una pel·lícula estatunidenca dirigida per David Fincher, estrenada l'any 1997. Ha estat doblada al català.

## Argument
A San Francisco, Nicholas Van Orton (Michael Douglas) va celebrar els seus 48 anys. 48 anys és també l'edat en que el seu pare va posar fi als seus dies.
Semblaria que res no pot pertorbar la vida organitzada d'aquest home de negocis riquíssim, avid de poder, fred, distant i trist. Però és sense comptar amb el seu germà petit Conrad Van Orton (Sean Penn), antic drogoaddicte, que passa la seva vida sense fer res més que gastar els seus diners. Conrad li fa un regal original pel seu aniversari, una targeta de visita d'una societat « d'organització d'espectacles », la Consumer Recreation Services a la que Nicholas ha de trucar. Conrad explica a Nicholas que quan haurà trucat, « el joc » vindrà a ell.

## Repartiment
- Michael Douglas: Nicholas Van Orton
- Sean Penn: Conrad Van Orton
- Deborah Kara Unger: Clara / Christine
- James Rebhorn: Jim Feingold
- Peter Donat: Samuel Sutherland
- Carroll Baker: Ilsa
- Ana Alexander: Elizabeth
- Armin Mueller-Stahl: Anson Baer
- Charles Martinet: el pare de Nicholas
- Scott Hunter McGuire: Nicholas, de jove
- Florentine Mocanu: la mare de Nicholas
- Elizabeth Dennehy: Maria
- Caroline Barclay: Maggie
- Daniel Schorr: ell mateix

## Producció

### Gènesi del projecte
El guió de John D. Brancato i Michael Ferris va ser escrit l'any 1991. El mateix any, és venut a la Metro-Goldwyn-Mayer però el projecte no cristal·litza. És finalment adquirit per Propaganda Films, la societat cofundada per David Lynch. El director Jonathan Mostow havia de dirigir el film amb Kyle MacLachlan i Bridget Fonda en els papers principals. El rodatge havia de començar el febrer de 1993, però el 1992 el projecte és « recuperat » per PolyGram Filmed Entertainment. Jonathan Mostow resta finalment productor delegat del film. El productor Steve Golin compra a continuació el guió i contacta David Fincher per dirigir el film. Aquest últim aprecia el script però demana a Andrew Kevin Walker, amb qui ha col·laborat per Seven, de tornar a treballar i de desenvolupar sobretot el costat cínic del personatge de Nicholas Van Orton.

### Càsting
L'èxit de Seven permet a David Fincher de contactar un « cap de cartell » com Michael Douglas pel paper principal. Aquest últim en principi va vacil·lar a causa del pressupost prou restringit i d'una Repartiment per PolyGram que jutjava massa limitada. Però la seva presència al film servirà a recollir més fons.
Durant el Festival de Canes 1996, PolyGram anuncia que Jodie Foster s'unirà al repartiment del film. Havia d'encarnar la germana de Nicholas, perquè el personatge del germà havia estat modificat en dona. Però per un conflicte de feina del temps amb el rodatge de Contact, declina la proposició. El paper torna a ser masculí i és proposat a Jeff Bridges, qui el rebutja. Sean Penn és finalment contractat.

### Rodatge
El rodatge principalment es desenvolupa a San Francisco a Califòrnia, perquè rodar en estudi a Los Angeles era massa costós.
Les escenes del solar Van Orton van ser rodades en un solar a Woodside, igualment a Califòrnia.
Llocs de rodatge
- Estats Units
  - San Francisco: Golden Gate Park, el Presidio, The Embarcadero, Bay Bridge, Golden Gate Nacional Recreation Area, Chinatown, Nob Hill, l'aeroport internacional de San Francisco
  - Woodside: el solar Filoli
  - Palo Alto
- Mèxic
  - Mexicali

### Recepció
Als Estats Units, el film recapta més de 14 milions de dòlars des del seu primer cap de setmana. Totalitzarà finalment 48.323.648 dòlars als EUA i 137.023.648 dòlars al món, per un pressupost d'aproximadament 50 milions.
Les critiques seran prou positives, amb un 70 % d'opinions favorables a Rotten Tomatoes i 61/100 a Metacritic.

## Nominacions
- Premis Saturn 1998: nominació pel millor film d'acció, d'aventures o thriller[12]